# Маккоу, Патрик
Па́трик Э́ндрю Макко́у (англ. Patrick Andrew McCaw; род. 25 октября 1995 года в Сент-Луисе, штат Миссури, США) — американский профессиональный баскетболист, выступающий в бельгийском баскетбольном клубе «Остенде». Играет на позициях атакующего защитника и лёгкого форварда. На студенческом уровне выступал за команду Невадского университета в Лас-Вегасе «УНЛВ Раннин Ребелс». На драфте НБА 2016 года он был выбран под тридцать восьмым номером командой «Милуоки Бакс». Становился чемпионом НБА в составе «Голден Стэйт Уорриорз» в 2017 и 2018 годах и «Торонто Рэпторс» в 2019 году.

## Профессиональная карьера

### Голден Стэйт Уорриорз (2016—2018)
Маккоу был выбран под 38-м номером на драфте НБА 2016 года командой «Милуоки Бакс», но позже этим днём был обменян в «Голден Стэйт Уорриорз» на денежное вознаграждение. 6 июля 2016 года подписал с Голден Стэйтом контракт новичка, рассчитанный на 2 года. 25 октября дебютировал в НБА, выйдя со скамейки запасных, и набрал 2 очка, 2 передачи, 1 перехват и 1 блок за 9 минут в поражении от «Сан-Антонио Спёрс» со счётом 100—129. 8 декабря Маккоу набрал тогда лучшие в карьере 10 очков, 1 подбор и 1 перехват за 16 минут в победе над «Юта Джаз» со счётом 106—99. 29 декабря он был отправлен в «Санта-Круз Уорриорз», аффилированный клуб Голден Стэйта в Лиге развития НБА. Однако уже на следующий день он был вызван в главную команду. 10 января 2017 года впервые вышел в стартовом составе, заменив травмированного Клея Томпсона, и набрал 3 очка и 3 подбора за 18 минут в победе над «Майами Хит» со счётом 107—95. 13 января Маккоу был отправлен в Санта-Круз, но на следующий день вернулся в главную команду. 13 февраля Маккоу снова заменил травмированного Томпсона в старте и набрал лучшие в карьере 19 очков в поражении от «Денвер Наггетс» со счётом 110—132. После травмы стартового форварда Голден Стэйта Кевина Дюранта 28 февраля Маккоу стартовал в большинстве оставшихся матчей регулярного чемпионата.
19 апреля 2017 года Маккоу впервые вышел в стартовом составе в матче плей-офф НБА, заменив травмированного Дюранта, и набрал 9 очков, 5 подборов, 1 передачу и 1 блок в победе над «Портленд Трейл Блейзерс» во втором матче первого раунда плей-офф НБА 2017 года со счётом 110—81. 16 мая во втором матче финала Западной конференции Маккоу набрал 18 очков, 3 подбора, 5 передач и 3 перехвата за 27 минут в победе над «Сан-Антонио Спёрс» со счётом 136—100. 12 июня Маккоу стал чемпионом НБА после того, как Голден Стэйт обыграл «Кливленд Кавальерс» в финале НБА со счётом 4—1.
27 ноября 2017 года Маккоу заменил в стартовом составе травмированного Стефена Карри и набрал 16 очков, 3 подбора, 7 передач, 4 перехвата и 1 блок в поражении от «Сакраменто Кингз» со счётом 106—110. Ровно через месяц он набрал лучшие в сезоне 18 очков, а также 4 подбора и 1 перехват в победе над «Юта Джаз» со счётом 126—101. 31 марта Маккоу упал на паркет после контакта с Винсом Картером. После обследования в больнице был поставлен диагноз — ушиб поясничного отдела позвоночника. Маккоу вернулся в состав только перед шестой игрой финала конференции против «Хьюстон Рокетс». Победив Хьюстон в семи играх в финале конференции и Кливленд в финале НБА, Маккоу стал двукратным чемпионом НБА.
По окончании сезона 2017/18 Маккоу стал ограниченно свободным агентом.

### Кливленд Кавальерс (2018—2019)
Пробыв свободным агентом почти 6 месяцев, 28 декабря 2018 года Маккоу подписал контракт с «Кливленд Кавальерс». Голден Стэйт отказался от прав на Маккоу, и он стал игроком Кливленда. 6 января 2021 года, сыграв 3 матча за новую команду, Маккоу был отчислен.

### Торонто Рэпторс (2019—2021)
10 января 2019 года Маккоу подписал контракт с «Торонто Рэпторс». В финале НБА 2019 года Торонто встречались против бывшей команды Маккоу — Голден Стэйт. ПО итогам 6 встреч победу одержала команда из Торонто. Благодаря этой победе Маккоу стал трёхкратным чемпионом НБА, а также третьим игроком в истории лиги, который становился чемпионом три сезона подряд не с одной командой, после Фрэнка Сола и Стива Керра. Также Маккоу стал седьмым игроком, который выиграл 3 чемпионских титула в 3 первых сезонах в лиге.
8 июля 2019 года Маккоу подписал двухлетнее продление контракта с Торонто.
9 апреля 2021 года «Рэпторс» отчислили Маккоу.

### Делавэр Блю Коатс (2022—н.в.)
11 февраля 2022 года Маккоу перешел в команду «Делавэр Блю Коатс» из Джи-Лиги НБА, в составе которой он выиграл титул.
3 августа 2023 года Маккоу подписал контракт с бельгийским баскетбольным клубом «Остенде», однако из-за проблем с визой контракт был разорван 1 сентября. 29 октября Патрик вернулся в Делавэр.

## Статистика

### Статистика в НБА
| Сезон                                                                                    | Команда      | Регулярный сезон | Регулярный сезон | Регулярный сезон | Регулярный сезон | Регулярный сезон | Регулярный сезон | Регулярный сезон | Регулярный сезон | Регулярный сезон | Регулярный сезон | Регулярный сезон | Серия плей-офф | Серия плей-офф | Серия плей-офф | Серия плей-офф | Серия плей-офф | Серия плей-офф | Серия плей-офф | Серия плей-офф | Серия плей-офф | Серия плей-офф | Серия плей-офф |
| Сезон                                                                                    | Команда      | GP               | GS               | MPG              | FG%              | 3P%              | FT%              | RPG              | APG              | SPG              | BPG              | PPG              | GP             | GS             | MPG            | FG%            | 3P%            | FT%            | RPG            | APG            | SPG            | BPG            | PPG            |
| ---------------------------------------------------------------------------------------- | ------------ | ---------------- | ---------------- | ---------------- | ---------------- | ---------------- | ---------------- | ---------------- | ---------------- | ---------------- | ---------------- | ---------------- | -------------- | -------------- | -------------- | -------------- | -------------- | -------------- | -------------- | -------------- | -------------- | -------------- | -------------- |
| 2016/17                                                                                  | Голден Стэйт | 71               | 20               | 15,1             | 43,3             | 33,3             | 78,4             | 1,4              | 1,1              | 0,5              | 0,2              | 4,0              | 15             | 3              | 12,1           | 43,8           | 34,8           | 84,6           | 2,2            | 1,1            | 0,6            | 0,2            | 4,1            |
| 2017/18                                                                                  | Голден Стэйт | 57               | 10               | 16,9             | 40,9             | 23,8             | 76,5             | 1,4              | 1,4              | 0,8              | 0,2              | 4,0              | 6              | 0              | 2,7            | 50,0           | 0,0            | 100,0          | 0,5            | 0,0            | 0,3            | 0,0            | 0,7            |
| 2018/19                                                                                  | Кливленд     | 3                | 0                | 17,7             | 22,2             | 25,0             | —                | 1,0              | 0,7              | 0,7              | 0,0              | 1,7              | Не участвовал  | Не участвовал  | Не участвовал  | Не участвовал  | Не участвовал  | Не участвовал  | Не участвовал  | Не участвовал  | Не участвовал  | Не участвовал  | Не участвовал  |
| 2018/19                                                                                  | Торонто      | 26               | 1                | 13,2             | 44,4             | 33,3             | 86,7             | 1,7              | 1,0              | 0,8              | 0,1              | 2,7              | 11             | 0              | 4,4            | 20,0           | 33,3           | 100,0          | 0,3            | 0,4            | 0,2            | 0,0            | 0,5            |
| 2019/20                                                                                  | Торонто      | 37               | 12               | 27,5             | 41,4             | 32,4             | 72,2             | 2,3              | 2,1              | 1,1              | 0,1              | 4,6              | Не участвовал  | Не участвовал  | Не участвовал  | Не участвовал  | Не участвовал  | Не участвовал  | Не участвовал  | Не участвовал  | Не участвовал  | Не участвовал  | Не участвовал  |
|                                                                                          | Всего        | 194              | 43               | 17,2             | 41,9             | 30,5             | 77,9             | 1,6              | 1,4              | 0,7              | 0,2              | 3,9              | 32             | 3              | 7,7            | 41,8           | 33,3           | 88,2           | 1,2            | 0,6            | 0,4            | 0,1            | 2,2            |
| Наведите курсор мыши на аббревиатуры в заголовке таблицы, чтобы прочесть их расшифровку. |              |                  |                  |                  |                  |                  |                  |                  |                  |                  |                  |                  |                |                |                |                |                |                |                |                |                |                |                |

### Статистика в колледже
| Сезон                                                                                   | Команда | GP | GS | MPG  | FG%  | 3P%  | FT%  | RPG | APG | SPG | BPG | PPG  |  |
| --------------------------------------------------------------------------------------- | ------- | -- | -- | ---- | ---- | ---- | ---- | --- | --- | --- | --- | ---- |  |
| 2014/15                                                                                 | УНЛВ    | 32 | 16 | 29,6 | 40,2 | 36,8 | 71,4 | 3,3 | 2,7 | 1,5 | 0,3 | 9,6  |  |
| 2015/16                                                                                 | УНЛВ    | 33 | 32 | 33,7 | 46,5 | 36,6 | 77,4 | 5,1 | 3,9 | 2,5 | 0,4 | 14,7 |  |
|                                                                                         | Всего   | 65 | 48 | 31,7 | 43,9 | 36,7 | 75,3 | 4,2 | 3,3 | 2,0 | 0,4 | 12,2 |  |
| Наведите курсор мыши на аббревиатуры в заголовке таблицы, чтобы прочесть их расшифровку |         |    |    |      |      |      |      |     |     |     |     |      |  |